# 広島針
広島針（ひろしまはり）は、広島県で生産されている針。広島県針工業協同組合が管理する地域団体商標。

## 概要

### 特徴
一般には、手縫い針の生産量国内シェア9割と言われている。組合が公表する資料では、縫針が100%、待針が97%で国内トップ、家庭用ミシン針が49%で2位。1日あたりの生産量は75万本。様々な分野の針を生産しており、全生産量の73%が海外に輸出されている。

### 選定保存技術
手打針製作の小島清子が国の選定保存技術およびその保持者に選ばれている。これは県内初の選定でもある。

### 組合
2017年現在組合に加盟する組合員は7社。ほぼ広島市を中心とした県西部、特に太田川水系流域に組合およびメーカーが点在する。
| - 広島市 - 萬国製針 - 川野要次郎製針所 - 中田製針所 - チューリップ - 山手製針所 | - 安芸郡府中町 - 明光堂 - 呉市 - 森川製針 |

## 沿革

### 江戸期
広島における製針は約300年前（1700年代）広島藩主浅野氏が長崎から針職人木屋治左衛門を連れてきたことから始まる。治左衛門は最初古江に住んだが広島城下から遠いため己斐に移り住み弟子をとり針作りを始めた。そして治左衛門に藩の御歩行や御小人などの下級武士が内職つまり生活の糧として製針を習いにきたことから、下級武士が住む鷹匠町・小姓町・水玉町（すべて現中区）などでも針製造が行われるようになった。江戸期から分業制が確立し、こうした町ごとでそれぞれが作業していた。文政元年（1818年）時点で城下に6人の縫針細工師がいた記録がある。
ただ当時の生産の中心は広島藩内の北部であったとする説がある。当時中国山地ではたたら製鉄が盛んで、そこで生まれた鉄を使って農民が副業として製針を行い、更に鉄が広島城下に流れてそこでも製針が行われた。芸北山県郡では文政10年（1828年）時点で針金鍛冶屋が11軒あり、うち6軒が新庄（現北広島町）にあり、たたら製鉄を営み山県郡の割庄屋でもあった加計隅屋が総取締であったという。備北では天保年間（1831年-1845年）「三次御場所」で製針が行われていた。
天保12年（1841年）広島藩は針金の専売制を始めている。幕末には飯室村（現安佐北区）でも「針金御場所」ができ製針が行われていた。
「みすや針」（京都産ブランド名）として包装され京都や大阪の関西方面の問屋に卸され全国に売られていき、富山・京都・兵庫などとともに国内有数の産地になったという。つまり広島ではなく他の有名な産地のブランド名として売られており、広島ブランドとしてはマイナーな存在だった。なお広島産は明治初年時点ですでに最も流通していた。

### 近代
明治に入り転機が訪れる。1881年（明治14年）頃イギリスやドイツで機械生産された良質で安価のメリケン針いわゆる洋針が輸入されるようになると、国内の製針業者はその対応に追われるようになる。1893年（明治26年）頃、京都で製針の株式会社が起業しドイツ製の製針機械を導入するも、創立間もなく廃業に追い込まれている。
広島においては、1896年（明治29年）安佐郡三篠町（現西区）中田製針所の中田和一郎が京都から製針機械を導入したものの、動力・機械の故障・それまでの手作業による職人との兼ね合いなど、なかなかうまくいかなかった。中田は試行錯誤する中で、1900年（明治33年）ドイツ製機械を導入し手工業的製針から動力式機械製針へ移行した。なお、この動力式機械の導入は広島市内の産業において初めてのことになる。明治末期には広島において国産での製針機械の製作に成功し他業者も導入し、他産地に先駆けて機械化したことにより広島針は増産し流通するようになった。
1914年（大正3年）第一次世界大戦が勃発すると、ヨーロッパの特にドイツ・イギリス・ベルギー産の針がアジア市場特に中国に入ってこなくなったため、代わって日本産の針の需要が高まり未曾有の高騰となった。いわゆる大正バブルの到来である。当時中国市場の8割を日本産が供給していたという。他産地と比べて地理的に中国市場に近い広島ではこの時から輸出向け製品生産に着手し、1917年（大正6年）製品の品質向上を目指して広島縫針製造同業組合を設立、大正バブルピーク時の1918年（大正7年）時点で現在の西区を中心に200を超える工場が立ち並び、中国の他インド東南アジア・欧米にも輸出していた。
過剰生産気味だったところへ1918年大戦が終結、1920年（大正9年）戦後恐慌が到来し製針業界は反動として大打撃を受けることになる。広島においても淘汰されていったが、ここに至って1921年（大正10年）県営縫針検査所を開設、それまで組合主導で不徹底あった検査に県主導となることで品質低下を防ぎ規格統一や未検査品の海外輸出差し止めなど、広島針の品質管理を徹底した。これによって広島針は市場で評価され生産量を回復していった。1937年（昭和12年）の資料では、縫針の生産額で国内シェア95%に達していたという。

### 現代
こうした盛況も1945年（昭和20年）広島市への原子爆弾投下によって壊滅してしまう。現在広島平和記念資料館には原爆の熱線で溶けて塊となった針の束が展示されている。焦土となった広島でその2、3年後は40社あまりが操業を再開し、高度経済成長と共に売上を伸ばし、国内有数の産地として復活した。
1970年代以降円高によって下り坂となり、中国からの安価な輸入品の競合で次第に停滞し、製造メーカーは減少していった。こうした中で新商品の開発や針製造技術を活かし新たな分野への開拓を進めた。
また、海外市場を意識し生産に取り組んでいる。2009年から広島商工会議所が差別化ブランド化事業「世界へ進出『NUIBALI』エルゴノミクスプロジェクト」を立ち上げ、中小企業庁JAPANブランド育成支援事業として国からサポートを受け海外市場開拓を行っている。

## 文化
針のめぐみ塔
1979年広島市中央公園に針の像を実現する会によって建立された像。
競技用ボール
現在の通説として、たたら製鉄から広島針が生まれ、縫針とゴム製造が結びついてモルテンとミカサといった世界的なスポーツ競技用ボールメーカーが生まれた、としている。なお針工業協同組合や主要な針メーカーの創業地、そしてモルテン・ミカサの創業地は、広島市西区に集中している。